# Bupleurum gansuense
Bupleurum gansuense là một loài thực vật có hoa trong họ Hoa tán. Loài này được S.L.Pan & P.S.Hsu mô tả khoa học đầu tiên năm 1995.